# Peep Show
Peep Show – brytyjski serial komediowy. Opowiada on o dwóch mężczyznach, których różni praktycznie wszystko, a którzy dzielą zaledwie dwa wspólne zainteresowania – fascynacja kobietami i poszukiwania nowych przygód erotycznych. Serial został wielokrotnie nagrodzony, otrzymał między innymi nagrodę dla najlepszej komedii na British Comedy Awards w 2006 roku oraz otrzymał nagrodę BAFTA w kategorii "najlepsza komedia sytuacyjna" w 2008 roku.